# Bernhard Brilling
Bernhard Brilling (geboren am 3. Juni 1906 in Tremessen, Provinz Posen; gestorben am 7. Juli 1987 in Münster) war ein deutscher Rabbiner und Historiker.

## Leben und Wirken
Die Eltern von Bernhard Brilling waren der Kantor Samuel Lewin Brilling (1873–1957) und Pauline geborene Scheftelowitz (1879–1921), die Tochter des Kantors Benjamin Scheftelowitz und Schwester von Isidor Scheftelowitz, ihre Hochzeit fand am 7. März 1905 in Kobylin statt. Sein Bruder Leonhard wurde am 23. November 1907 in Ballenstedt geboren. Samuel Brilling war ab ca. 1911 bis 1933 oder 1934 Kantor der Jüdischen Gemeinde in Prenzlau und wanderte dann nach Palästina aus, die Familie wohnte dort in der Prinzenstraße 595. Pauline Brilling starb bereits am 11. März 1921 im Alter von nur 41 Jahren in Prenzlau und wurde auf dem Jüdischen Friedhof Süßer Grund in Prenzlau beerdigt. Leonhard Brilling wanderte im Alter von 16 Jahren am 29. November 1923 über Hamburg mit dem Schiff SS Cleveland in die USA aus, wo er am 10. Dezember 1923 in New York ankam und am 10. Oktober 1934 eingebürgert worden ist.
Bernhard Brilling besuchte das Gymnasium in Prenzlau, wo er 1924 mit der Reifeprüfung abschloss. Anschließend studierte er von 1924 bis 1932 Geschichte, Altphilologie und Nationalökonomie in Berlin und Breslau und besuchte gleichzeitig das Rabbinerseminar zu Berlin. Nach dem Beginn der nationalsozialistischen Herrschaft wurde er zwangsexmatrikuliert und mit einem Dissertationsverbot belegt.
Nachdem er bereits zuvor im Archiv der Rabbinergemeinde Breslau (Zentralarchiv schlesischer Synagogengemeinden) gearbeitet hatte, wurde diese Einrichtung von ihm in den Jahren 1932 bis 1939 geleitet. Daneben war er Lehrer und Rabbiner in verschiedenen schlesischen Orten. Im Zuge der Novemberpogrome 1938 wahrscheinlich in Breslau verhaftet, war Brilling bis Januar 1939 im Konzentrationslager Buchenwald inhaftiert. Nach der Haftentlassung musste er auf Druck der NS-Behörden emigrieren. Er wanderte mit seiner Frau Eva geborene Redlich im März 1939 nach Palästina aus und baute in Tel Aviv das Stadtarchiv auf.
Im Jahr 1957 kehrte Brilling nach Deutschland zurück, promovierte 1958 in Münster und wurde dort auch wissenschaftlicher Mitarbeiter des Institutum Judaicum Delitzschianum. Innerhalb des Instituts baute er eine Abteilung für die Geschichte der Juden in Deutschland auf. Er wurde 1963 Kustos und war von 1966 bis 1971 Lehrbeauftragter für Hebräische Paläographie und Geschichte des Deutschen Judentums. Im Jahr 1979 wurde er Professor an der Westfälischen Wilhelms-Universität in Münster.
Brilling war Mitglied der Historischen Kommission für Schlesien, der Historischen Kommission für Westfalen (seit 1965) und der Kommission für die Geschichte der Juden in Hessen. Brilling arbeitete neben anderen Veröffentlichungen vor allem zur Geschichte der Juden in Schlesien und Westfalen (sein Personenstandsarchiv befindet sich heute im Besitz des jüdischen Museums in Frankfurt). Im Jahr 1982 erhielt er den Leo-Baeck-Preis.
Brilling galt zu seiner Zeit als einer der bedeutendsten Kenner der Geschichte des deutschen Judentums. Er starb am 7. Juli 1987 in Münster. Seine Frau Eva Chawa Brilling starb am 27. Juli 1995 ebenfalls in Münster.

## Schriften (Auswahl)
- mit Helmut Richtering: Westfalia Judaica. Quellen und Regesten zur Geschichte der Juden in Westfalen und Lippe. Bd. 1: 1005–1350. Kohlhammer, Stuttgart 1967.
- Die jüdischen Gemeinden Mittelschlesiens. Entstehung und Geschichte. Kohlhammer, Stuttgart 1972 (= Studia Delitzschiana. Bd. 14), ISBN 3-17-220011-6.
- Das Judentum in der Provinz Westfalen 1815–1945. In: Beiträge zur Geschichte der preußischen Provinz Westfalen, Bd. 2: Kirchen und Religionsgemeinschaften in der Provinz Westfalen (= Veröffentlichungen der Historischen Kommission für Westfalen. Bd. 38). Aschendorff, Münster 1978, ISBN 3-402-05991-6, S. 105–143.